# グッドナイト・ウィーン
『グッドナイト・ウィーン』(英語:  Goodnight Vienna )は、リンゴ・スターが1974年11月に発表した4枚目のスタジオ・アルバムである。
1992年にCDで再リリースされ、ボーナス・トラック3曲が収録された。

## 解説

### 制作に至る経緯
1974年6月、当時ロサンゼルスにいたスターは、4月まで毎晩のように一緒に飲み歩いていた旧友ジョン・レノンとハリー・ニルソンがレコーディングのためニューヨークに行ってしまったので、1年ぶりに自分も新しいアルバムの制作をすることにした。前作『リンゴ』同様、プロデュースはリチャード・ペリーに、レノンらには楽曲提供やレコーディングへの参加を依頼した。
アルバム『心の壁、愛の橋』のレコーディングの準備を進めていたレノンは「グッドナイト・ウィーン」を書き上げ、セッション・ミュージシャンとデモを録音してスターのもとに届けた。またプラターズのヒット曲「オンリー・ユー」のカバーをスターに提案し、スターがフォローできるようにガイドボーカルとアコースティック・ギターの演奏を含むベーシックトラックを提供した。エルトン・ジョンもバーニー・トーピンとの共作で「スヌーカルー」を提供、ハリー・ニルソンは「イージー・フォー・ミー」を提供した。

### レコーディング
8月、クラウス・フォアマンやジム・ケルトナーなど主要メンバーが『心の壁、愛の橋』のセッションに参加していたので、その終了を待って本格的なレコーディングを開始した。セッションにはジェシ・エド・デイヴィスやビリー・プレストン、デイヴィッド・フォスター、ニッキー・ホプキンス、後にリンゴ・スター&ヒズ・オール・スター・バンドにも参加したドクター・ジョンなど有名ミュージシャンが集結した。レノンも8月下旬にロサンゼルスを訪れ、セッションに参加した。

### リリース
アルバム・タイトルはレノンの提供曲「グッドナイト・ウィーン((It's All Da-Da-Down to) Goodnight Vienna)」から取られた。「Goodnight Vienna」はレノンやスターの故郷リバプールなどイングランド北方の俗語で「ずらかるぞ (I'm getting out of here.)」という意味である。なお、原題の "Vienna" はオーストリアの首都 "Wien" の英語名であり「ヴィエナ」と発音する。邦題の「ウィーン」は元々ドイツ語の「Wien」をローマ字式に読んだ、実際の発音とは異なった、日本でのみ使われているカタカナ言葉である。
アメリカでは11月18日に発売された。折しも元ビートルズのメンバーの作品が相次いでリリースされて話題となっており、1週間前に先行発売されたシングル「オンリー・ユー」も好評だったため、大ヒットした前作『リンゴ』には及ばなかったものの、翌年1月11日にビルボード・アルバムチャートで8位に到達した。一方、イギリスでは11月15日にシングル「オンリー・ユー」と同時に発売されたが、30位までしか届かなかった。
このアルバムのテレビCMは、スターを乗せてロサンゼルス上空を飛ぶ円盤がハリウッドのキャピトル・レコード・ビルの屋上に着陸する、というものであった。『心の壁、愛の橋』のCMでスターがナレーションを引き受けてくれたお返しにレノンがナレーションを担当し、最後にスターが「Thank You, John」とお礼を述べている。
1992年に初めてデジタル・マスタリングを行ったCDが発売された。ボーナス・トラックとして1972年リリースのシングル「バック・オフ・ブーガルー／ブラインドマン」とアルバム『リンゴ』のテスト盤・プローモション盤に収録されていた「シックス・オクロック（エクステンデッド・ヴァージョン）」の3曲が収録された。
なお、このアルバムには 4チャンネルステレオ・ミックス・ヴァージョンが存在しており、アメリカのみで8トラック・カートリッジがリリースされた。

## アートワーク
アルバムのアートディレクションはロイ・コハラが担当した。アルバム・ジャケットの表面は、1951年のアメリカSF映画『地球の静止する日』のスチール写真を基に、ロボット・ゴートの後ろに立っているマイケル・レニー演じる宇宙人クラトゥの姿にスターの頭を重ね合わせ、胸には星マークをあしらったものになっている。これは、スターがニルソンの自宅に飾られていた同映画のロビーカードを見つけたことに端を発している。インナースリーブのフォトモンタージュには、エンジニアのラリー・エメラインが撮影したセッション風景の写真が使われた。

## 収録曲

### オリジナル・アナログ・LP
| #         | タイトル                                                              | 作詞・作曲                               | オリジナル・シンガー（リリース年） | 時間  |
| --------- | --------------------------------------------------------------------- | ---------------------------------------- | ---------------------------------- | ----- |
| 1.        | 「グッドナイト・ウィーン」((It's All Da-Da-Down to) Goodnight Vienna) | ジョン・レノン                           |                                    | 2:35  |
| 2.        | 「オカペラ」(Occapella)                                               | アラン・トゥーサン                       | リー・ドーシー（1971年）           | 2:55  |
| 3.        | 「ウー・ウィー」(Oo-Wee)                                              | ヴィニ・ポンシア, リチャード・スターキー |                                    | 3:45  |
| 4.        | 「ハズバンズ・アンド・ワイブス」(Husbands and Wives)                  | ロジャー・ミラー                         | ロジャー・ミラー（1966年）         | 3:34  |
| 5.        | 「スヌーカルー」(Snookeroo)                                           | エルトン・ジョン, バーニー・トーピン     |                                    | 3:27  |
| 合計時間: | 合計時間:                                                             | 合計時間:                                | 合計時間:                          | 16:16 |

| #         | タイトル                                                            | 作詞・作曲                                 | オリジナル・シンガー（リリース年） | 時間  |
| --------- | ------------------------------------------------------------------- | ------------------------------------------ | ---------------------------------- | ----- |
| 1.        | 「オール・バイ・マイセルフ」(All By Myself)                         | ヴィニ・ポンシア, リチャード・スターキー   |                                    | 3:21  |
| 2.        | 「コール・ミー」(Call Me)                                           | リチャード・スターキー                     |                                    | 4:07  |
| 3.        | 「ノー・ノー・ソング」(No No Song)                                  | ホイト・アクストン, デヴィッド・ジャクソン |                                    | 2:33  |
| 4.        | 「オンリー・ユー」(Only You (And You Alone))                        | バック・ラム                               | プラターズ（1955年）               | 3:26  |
| 5.        | 「イージー・フォー・ミー」(Easy for Me)                             | ハリー・ニルソン                           |                                    | 2:20  |
| 6.        | 「グッドナイト・ウィーン (リプライズ)」(Goodnight Vienna (Reprise)) | ジョン・レノン                             |                                    | 1:20  |
| 合計時間: | 合計時間:                                                           | 合計時間:                                  | 合計時間:                          | 17:07 |

### 1992年再発盤
| #         | タイトル                                                                                   | 作詞・作曲                                     | 時間  |
| --------- | ------------------------------------------------------------------------------------------ | ---------------------------------------------- | ----- |
| 1.        | 「グッドナイト・ウィーン」((It's All Down to) Goodnight Vienna)                            | ジョン・レノン                                 | 2:35  |
| 2.        | 「オカペラ」(Occapella)                                                                    | アラン・トゥーサン                             | 2:55  |
| 3.        | 「ウー・ウィー」(Oo-Wee)                                                                   | ヴィニ・ポンシア, リチャード・スターキー       | 3:45  |
| 4.        | 「ハズバンズ・アンド・ワイブス」(Husbands and Wives)                                       | ロジャー・ミラー                               | 3:34  |
| 5.        | 「スヌーカルー」(Snookeroo)                                                                | エルトン・ジョン, バーニー・トーピン           | 3:27  |
| 6.        | 「オール・バイ・マイセルフ」(All By Myself)                                                | ヴィニ・ポンシア, リチャード・スターキー       | 3:21  |
| 7.        | 「コール・ミー」(Call Me)                                                                  | リチャード・スターキー                         | 4:07  |
| 8.        | 「ノー・ノー・ソング」(No No Song)                                                         | ホイト・アクストン, デヴィッド・ジャクソン     | 2:33  |
| 9.        | 「オンリー・ユー」(Only You (And You Alone))                                               | バック・ラム                                   | 3:26  |
| 10.       | 「イージー・フォー・ミー」(Easy for Me)                                                    | ハリー・ニルソン                               | 2:20  |
| 11.       | 「グッドナイト・ウィーン (リプライズ)」(Goodnight Vienna (Reprise))                        | ジョン・レノン                                 | 1:20  |
| 12.       | 「バック・オフ・ブーガルー」(Back Off Boogaloo)                                            | リチャード・スターキー                         | 3:22  |
| 13.       | 「ブラインドマン」(Blindman)                                                               | リチャード・スターキー                         | 2:46  |
| 14.       | 「シックス・オクロック（エクステンデッド・ヴァージョン）」(Six O'Clock (Extended Version)) | ポール・マッカートニー, リンダ・マッカートニー | 5:23  |
| 合計時間: | 合計時間:                                                                                  | 合計時間:                                      | 44:54 |

## 参加ミュージシャン
| - リンゴ・スター - ボーカル、ドラムス(#1,2,3,5,6,7,8,9,11)、パーカッション(#8） - ジョン・レノン - ピアノ(#1,11)、ギター (#6)、アコースティック・ギター (#9) - ロン・ヴァン・イートン - ギター(#1,2,11)、ホーン (#1,11)、アコースティック・ギター (#4)、バッキング・ボーカル (#7) - ジェシ・エド・デイヴィス - ギター(#1,2,11) 、エレクトリック・ギター (#8,9) - ヴィニ・ポンシア - アコースティック・ギター (#4)、ハーモニー・ボーカル (#3,4)、バッキング・ボーカル (#6,7)、ストリングス・アレンジ (#10) - クラウス・フォアマン - ベース (#2,3,5,6,7,8,)、バッキング・ボーカル (#7) - リチャード・ペリー – ベース (#6)、バッキング・ボーカル(#6,7) - ジム・ケルトナー - ドラムス (#1,2,3,5,6,9,11) - トレヴァー・ローレンス - ホーン (#1,2,3,5,6,8,11) - スティーヴ・マダイオ - ホーン (#1,2,3,5,6,11)、ストリングス・アレンジ (#10) - ボビー・キーズ - ホーン (#1,2,3,5,6,8,11) - クライディー・キング - バッキング・ボーカル (#1,2,3,5,6,11) - ジョー・グリーン – バッキング・ボーカル (#2,5,6) - ザ・ブラックベリーズ - バッキング・ボーカル (#1,3,11) - ドクター・ジョン - ピアノ (#3)、エレクトリックピアノ (#2,6) - ビリー・プレストン - クラビネット (#1,11)、エレクトリックピアノ (#9) - カール・フォルティナ - アコーディオン (#1,4,11) | - デニス・コフィー - ギター(#3) - リチャード・ベネット - エレクトリック・ギター (#4) - ロビー・ロバートソン - ギター (#5) - アルヴィン・ロビンソン - ギター(#6) - スティーヴ・クロッパー - ギター (#7)、エレクトリック・ギター(#9) - トム・ヘンズレー - エレクトリックピアノ (#4) - エルトン・ジョン - ピアノ (#5) - ジェームズ・ニュートン・ハワード - シンセサイザー (#5) - デイヴィッド・フォスター - ピアノ (#7) - ニッキー・ホプキンス - エレクトリックピアノ (#8) - リンカーン・メイヨーガ - ピアノ (#10) - ルー・マクレアリー - ホーン (#3,6) - チャック・フィンドレー – ホーン (#5) - ザ・マスト・アルバーツ - バッキング・ボーカル (#1,11) - メイ・パン - バッキング・ボーカル (#1,11) - ジミー・ギルストラップ - バッキング・ボーカル (#2) - アイラ・ホーキンス - バッキング・ボーカル (#2) - リンダ・ローレンス – バッキング・ボーカル (#5,6) - デレク・ヴァン・イートン - バッキング・ボーカル (#7) - シンシア・ウェッブ – バッキング・ボーカル(#7) - ハリー・ニルソン - バッキング・ボーカル(#8,9) |

## チャート
| チャート (1974–75)                     | 順位 |
| -------------------------------------- | ---- |
| Australian Kent Music Report           | 11   |
| Austrian Albums Chart                  | 8    |
| Canadian RPM Albums Chart              | 12   |
| Danish Albums Chart                    | 5    |
| French SNEP Albums Chart               | 4    |
| Japanese Oricon Weekly LP Chart        | 53   |
| Norwegian Albums Chart                 | 15   |
| UK Albums Chart                        | 30   |
| US Billboard 200                       | 8    |
| West German Media Control Albums Chart | 39   |

| チャート (1975)         | 順位 |
| ----------------------- | ---- |
| Australian Albums Chart | 80   |
| Canadian Albums Chart   | 68   |
| French Albums Chart     | 24   |
| US Billboard Year-End   | 61   |

| 国／地域              | 認定     | 売上枚数 |
| --------------------- | -------- | -------- |
| イギリス (BPI)        | シルバー | 60,000^  |
| アメリカ合衆国 (RIAA) | ゴールド | 500,000^ |